# ناحیه آرناک، میشیگان
ناحیه آرناک (به انگلیسی: Arenac Township) یک منطقهٔ مسکونی در ایالات متحده آمریکا است که در شهرستان ارناک، میشیگان واقع شده‌است.
 ناحیه آرناک ۹۸٫۶ کیلومتر مربع مساحت و ۹۰۳ نفر جمعیت دارد و ۱۸۷ متر بالاتر از سطح دریا واقع شده‌است.